# Regent's Canal
Regent's Canal est un canal qui traverse le centre de Londres dans sa partie Nord. Il constitue un lien entre un bras du Grand Union Canal, le Paddington Arm situé dans le quartier de Paddington, et la Tamise au niveau du quartier de Limehouse.
Le nom du canal, de Regent's Park et de Regent Street renvoie à George, prince-régent (plus tard George IV).

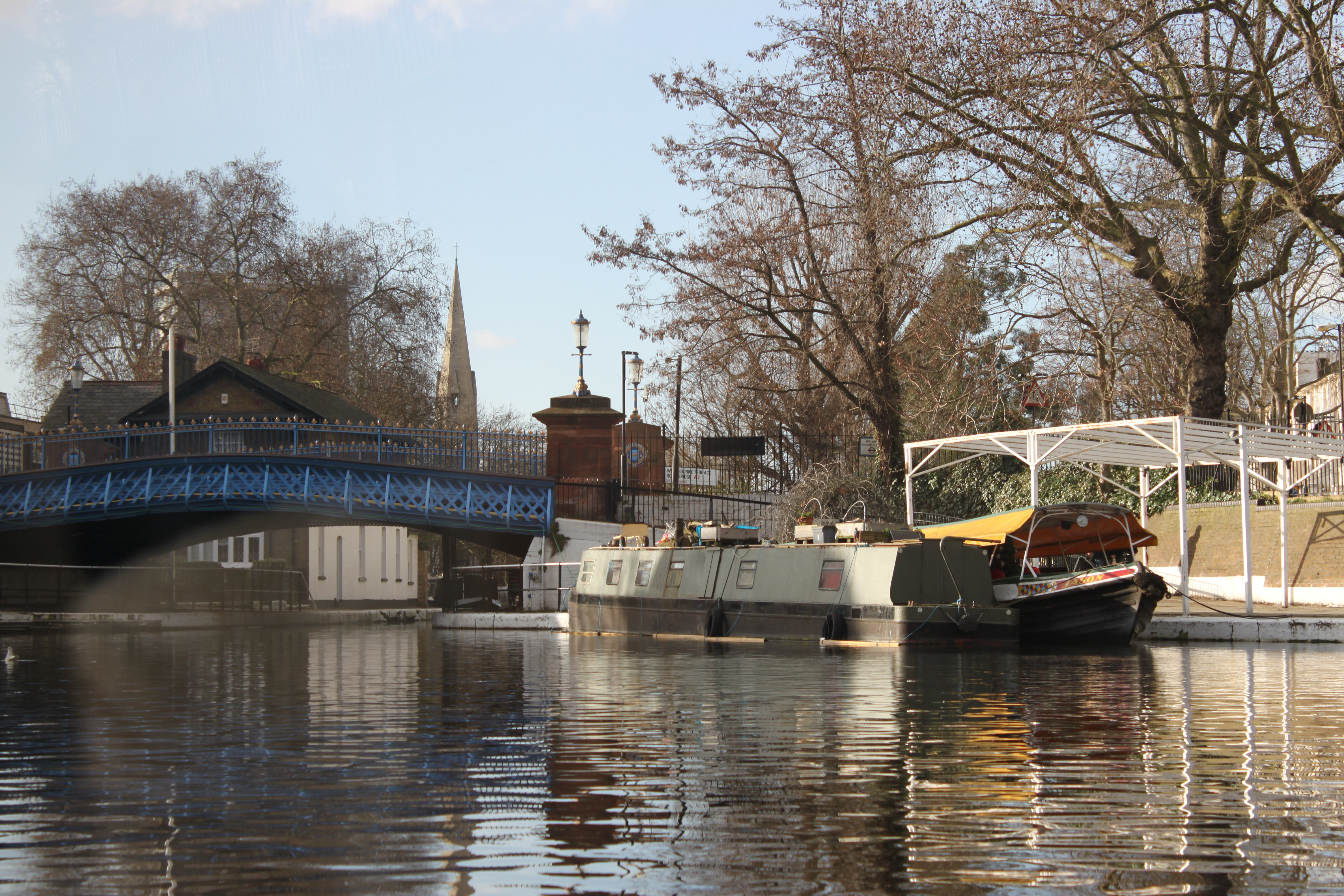
Le Regent's Canal, à Little Venice.

## Histoire

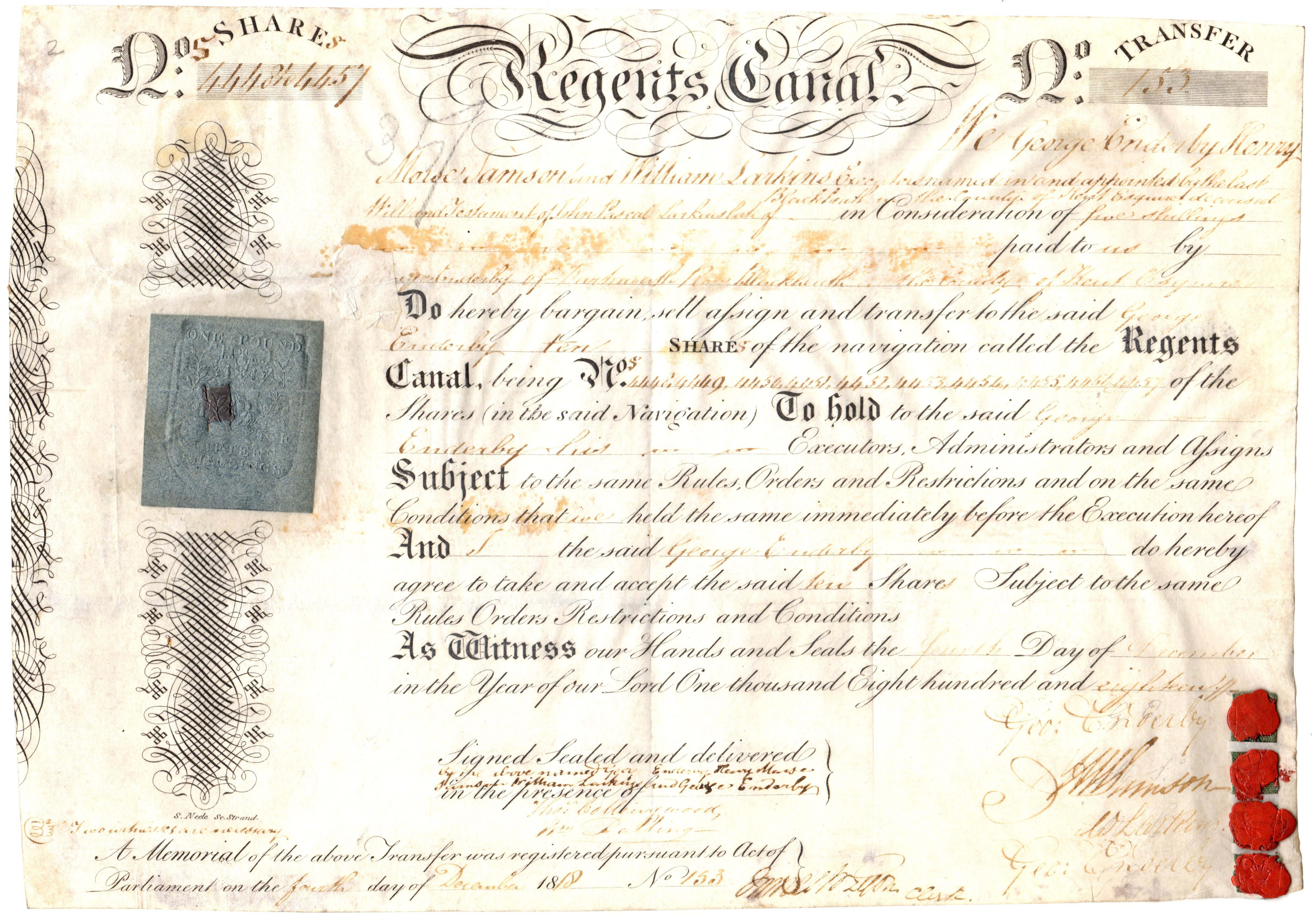
Regent's Canal : Certificat de transfert d'actions en date du 1 decembre 1818.

Proposé par Thomas Homer en 1802 comme un lien entre le bras de Paddington du Grand Junction Canal (ouvert en 1801) avec la Tamise à LimeHouse, le canal a été construit au début du XIXe siècle après que le parlement l'ait autorisé en 1812.
Le célèbre architecte John Nash a été l'un des directeurs de la compagnie du canal. En 1811 il a fourni au Prince Regent un projet de transformation du centre du Nord de Londres ; le Regent's Canal était inclus dans ce projet parcourant sur une partie de son chemin le nord de Regent's Park.
Comme pour beaucoup de ses projets, Nash a délégué les questions de design à l'un de ses assistants, dans ce cas James Morgan qui faisait partie des ingénieurs du canal. Les travaux ont commencé le 14 octobre 1812 et le canal a été ouvert en deux étapes. D'abord en 1816, ouverture du canal de Paddington à Camden Town, cette partie comprend la zone de Little Venice et un long tunnel de 251 m de long sous Maida Hill East et un plus petit de 48 m de long sous Lisson Grove. Puis en 1820 la seconde partie, qui s'étend de Camden Town jusqu'à la Tamise à Limehouse est ouverte, elle comprend le tunnel d'Islington qui mesure 886m de long et le Regent's canal Dock utilisé autrefois pour transférer la marchandise des cargos aux péniches, et qui aujourd'hui se nomme Limehouse Basin.
De nombreux bassins intermédiaires ont également été construits, comme le Battlebridge Basin, près de king's Cross et le City Road Bassin
Le City Road Basin qui est le plus près du centre de Londres a très vite devancé le Paddington Basin en ce qui concerne la quantité de marchandises transportées, principalement du charbon et des matériaux utilisés pour la construction des bâtiments. L'ouverture en 1838 du London and Birmingham Railway (une compagnie de chemins de fer du Royaume-Uni) a participé à l'augmentation de la quantité de charbon transporté par le canal.

## Désastre et conséquences
Le 2 octobre 1874, juste avant 5 heures du matin, la péniche Tilbury, qui était chargé avec le sucre, les noix, trois barils de pétrole et vers cinq tonnes de poudre à canon, explose immédiatement sous le pont de Macclesfield, juste dehors le Zoo de Londres. Avant l'explosion, la Tilbury est partie d'un convoi consistant d'un remorqueur et trois péniches voyageant à l'ouest vers une carrière dans les Midlands de l'Ouest.
Tous les gens à bord sont morts : le capitaine Charles Baxton, un salarié nommé William Taylor, un troisième homme et un jeune garçon. Le pont de Macclesfield fut détruit et reconstruit en 1876 avec les mêmes colonnes de fer, mais les tournant 180 degrés. L'explosion fut entendue 20 miles au loin. Les débris furent propulsés dans toutes les directions, et l'explosion arracha les toits des maisons proches, brisa des fenêtres, déracina des arbres, et fit pleuvoir des poissons morts sur le West End.
Les dégâts auraient été pires si la péniche avait explosé dans les zones très peuplées de Camden et Islington, où le convoi était passé plus tôt ce matin-là. La compagnie qui possédait la péniche Tilbury a été condamnée pour grosse négligence en autorisant la même péniche à la « très imprudente et impropre » pratique de transporter à son bord  pétrole et poudre à canon. L'incident précipita l'adoption de l'Explosives Act en 1875, qui régula la fabrication et le portage des substances dangereuses.

## Vingtième siècle
En 1927, des discussions ont pris place entre les compagnies du Regent's canal, Grand Junction Canal et du Warwick Canal, aboutissant en 1929 à leur fusion.
Celle du Regent's canal a acheté les actifs des deux autres et la nouvelle compagnie agrandie a été renommée The Grand Union Canal Company.
Une nouvelle filiale de transport a été formée : The Grand Union Canal Carrying Co avec une flotte de nouvelles péniches.
Le transport par le canal de fer et d'argent pour Birmingham a été préféré au transport par les chemins de fer car il offrait un service plus rapide et moins coûteux.
D'autres marchandises comme des céréales, du cuir, du zinc et même du fromage ont également été transportées.
Dans la dernière partie de la Seconde Guerre mondiale, le trafic s'est accéléré dans le canal comme une alternative aux chemins de fer en difficulté.
Des barrières ont été installées près de King's Cross afin de limiter l'inondation du tunnel de voie ferrée en dessous au cas où le canal serait rompu par les bombes allemandes.
En même temps que d'autres moyens de transports, le canal a été nationalisé en 1948, devenant ainsi sous la responsabilité des Docks and inland Waterways Executive faisant partie de The British Transport Commission qui exerçait sous le nom de British Waterways.
En 1963, The British Transport Commission s'est dissoute et  The British Waterway Board, qui possède et opère toujours sur le canal, l'a remplacé et a repris le nom de British Waterways.
À la fin des années 1960, le trafic commercial a complètement été interrompu sur le canal.

## Nouvelle utilisation

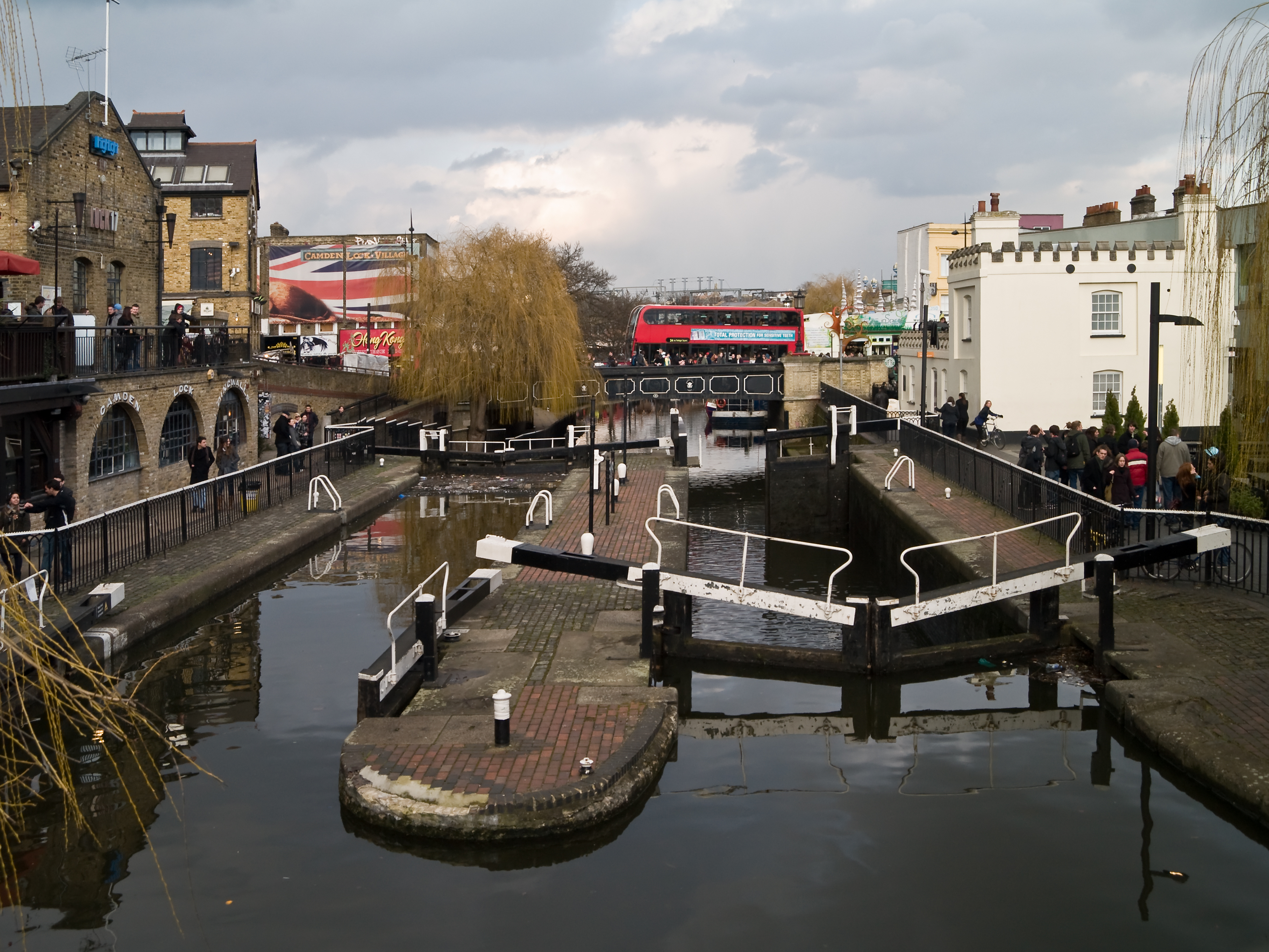
L'écluse de Camden (Camden Lock).

Le canal est devenu un endroit de loisir depuis l'ouverture au public de la voie piétonne en 1974.
Des circuits en bateaux sont régulièrement disponibles, notamment entre Camden Town et la pittoresque Little Venice au moyen du waterbus.
C'est également un lieu de promenade où piétons et cyclistes se rencontrent, non sans causer quelques problèmes aujourd'hui. En effet l'utilisation des voies piétonnes par les cyclistes pour se rendre et revenir du travail a fortement augmenté ces dernières années.
La compagnie British Waterways a réalisé des études sur la cohabitation entre piétons et cyclistes sur les berges et a révélé qu'elle est difficile et parfois dangereuse puisque plusieurs cas de collisions ont été rapportés. Un code de conduite indiquant les habitudes que les cyclistes et les piétons doivent prendre a été élaboré afin de facilité leur cohabitation. Il est par exemple demandé aux cyclistes de sonner deux fois avant de passer dans un tunnel pour avertir de leur arrivée.

## Géographie
Le Regent's Canal commence à Little Venice, passe par les tunnels de Maida Hill et Lisson Grove, parcourt la partie du Nord de Regent's Park et son zoo de Londres, traverse Camden Town puis King's Cross. Il continue ensuite vers l'Est, jusqu'au Victoria Park où il rejoint le Hertford Union Canal, puis se dirige vers le sud et prend fin en rencontrant la Tamise.

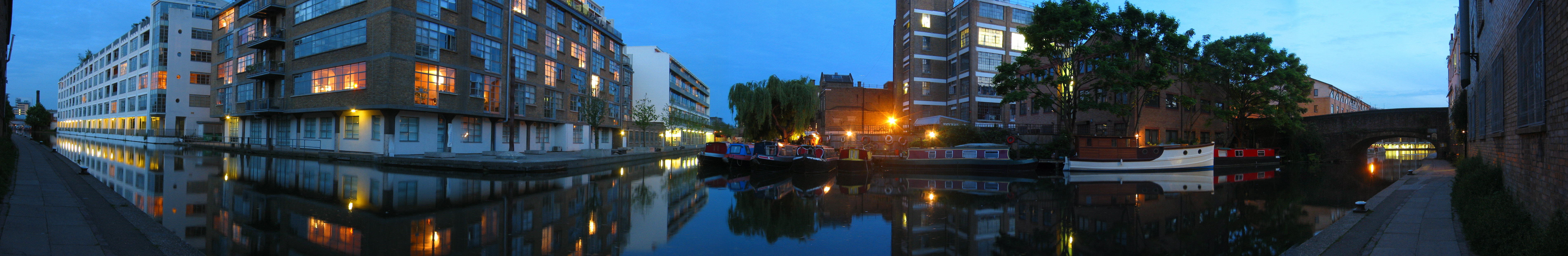
Wenlock Basin, Islington (2004).